# فجوة لايبنيز
فجوة لايبنيز (بالإنجليزية: Leibniz's gap)‏ هو مصطلح في فلسفة العقل يستخدم للإشارة إلى مشكلة أن الأفكار لا يمكن ملاحظتها أو فهمها فقط من خلال دراسة خصائص الدماغ وأحداثه وعملياته. وهنا كلمة «فجوة» هي استعارة لسؤال فرعي يتعلق بمسألة العقل والجسد التي يُزعم أنه يجب الإجابة عليها من أجل الوصول إلى فهم أعمق للوعي والنشوء. وهناك نظرية يمكن أن تربط بين ظواهر الدماغ والظواهر النفسية من شأنها أن «تسد الفجوة».
وقد صاغ مصطلح فجوة لايبنتز روبرت كمينز وسُمي على اسم غوتفريد لايبنتز، الذي قدم المشكلة لأول مرة في كتابه علم الأحياء في عام 1714. وفيما يلي نص ليبنيز الذي يصف الفجوة:
| « | ويجب الاعتراف، علاوة على ذلك، بأن الإدراك والذي يعتمد عليه، لا يمكن تفسيره لأسباب ميكانيكية، أي بالأشكال والحركات، وبافتراض أن هناك آلية أنشئت بحيث تفكر وتشعر ويكون لديها الإدراك، الدماغ مثل طاحونة أو آلة. وهذا صحيح، يمكننا أن نجد قطعًا تدفع أحدها ضد الآخر، لكن لا نجد أبدًا أي شيء يمكن بواسطته تفسير الإدراك. لذلك يجب البحث عن ذلك في المادة البسيطة، وليس في المركب أو في الآلة. | » |